# همگام‌سازی (کرونوبیولوژی)
همگام‌سازی (به انگلیسی: entrainment) در مطالعه کرونوبیولوژی، زمانی رخ می‌دهد که رویدادهای فیزیولوژیکی یا رفتاری ریتمیک، خود را با نوسانات محیطی مطابقت دهند. چنین چیزی به معنای تعامل بین ریتم‌های شبانه‌روزی و محیط است. یک نمونه اصلی از آن، ریتم‌های شبانه‌روزی است که توسط چرخه روزانه روشنایی و تاریکی تنظیم می‌شود که تعیین‌کننده آن هم گردش زمین است. قرار گرفتن در معرض برخی از محرک‌های محیطی نیز باعث تغییر ناگهانی فاز در زمان این ریتم‌ها می‌شود. همگام‌سازی به ارگانیسم‌ها کمک می‌کند تا یک رابطه تطبیقی با محیط را حفظ کنند و همچنین از تغییر ریتم فری‌رانینگ نیز جلوگیری می‌کند. تصور می‌شود که این رابطه پایدار به دست آمده، عملکرد اصلی همگام‌ساز باشد.

## جستارهای همبسته
- پگاه‌رو- جانوران فعال در گرگ و میش (یعنی غروب و سحر).
- روزگرد- جانوران در روز فعال هستند و در شب می‌خوابند.
- شب‌گرد- فعالیت جانوری خوابیدن در روز و فعال در شب.